# Bahnhof Wiesloch Stadt
Der Bahnhof Wiesloch Stadt ist ein ehemaliger Bahnhof in der Stadt Wiesloch.

## Geschichte
Die Badischen Lokal-Eisenbahnen eröffneten den Bahnhof am 14. Mai 1901 zusammen mit der Bahnstrecke Wiesloch–Meckesheim. Mit der Eröffnung der Strecke nach Waldangelloch wurde der Bahnhof am 16. Oktober 1901 zum Trennungsbahnhof.
Seit 1963 gehörten die Strecken und damit auch der Bahnhof zur Südwestdeutschen Eisenbahn-Gesellschaft (SWEG).
Am 22. Juni 1972 nahm die SWEG in Wiesloch Stadt ein Drucktastenstellwerk von Scheidt & Bachmann in Betrieb.
1975 endete der Personenverkehr Wiesloch–Dielheim, 1980 der restliche Personenverkehr von Wiesloch-Walldorf nach Waldangelloch. Nachdem der Güterverkehr nach Waldangelloch schon 1980 eingestellt worden war, wurde 1986 der Güterverkehr Wiesloch Stadt–Altwiesloch eingestellt, 1990 schließlich der restliche Güterverkehr.
Im ehemaligen Empfangsgebäude wurde nach der Aufgabe des Bahnbetriebs eine vielfältige Nachnutzung aufgenommen: In den Empfangsteil zog 1993 ein Marionettentheater ein. In die angebaute Gaststätte zog 1993 ein Jazzclub um, der nach Umbauarbeiten am 15. August 1994 eröffnet wurde. 2011 wurde ein Teil des Güterschuppens an einen Modelleisenbahnverein übergeben, der diesen sanierte, dort seine Modelleisenbahnanlage aufstellte und den Raum am 25. März 2012 feierlich einweihte. Vor dem Empfangsgebäude liegt noch ein Gleisrest. Auch die Getreideumschlaghalle besteht noch und ist heute in einen Handelsmarkt integriert.
Auf dem ehemaligen Bahnhofsgelände wurden der Platz „Am alten Stadtbahnhof“ sowie Wohnungen der Wohnbau Wiesloch angelegt.

Bahnhof (1901)
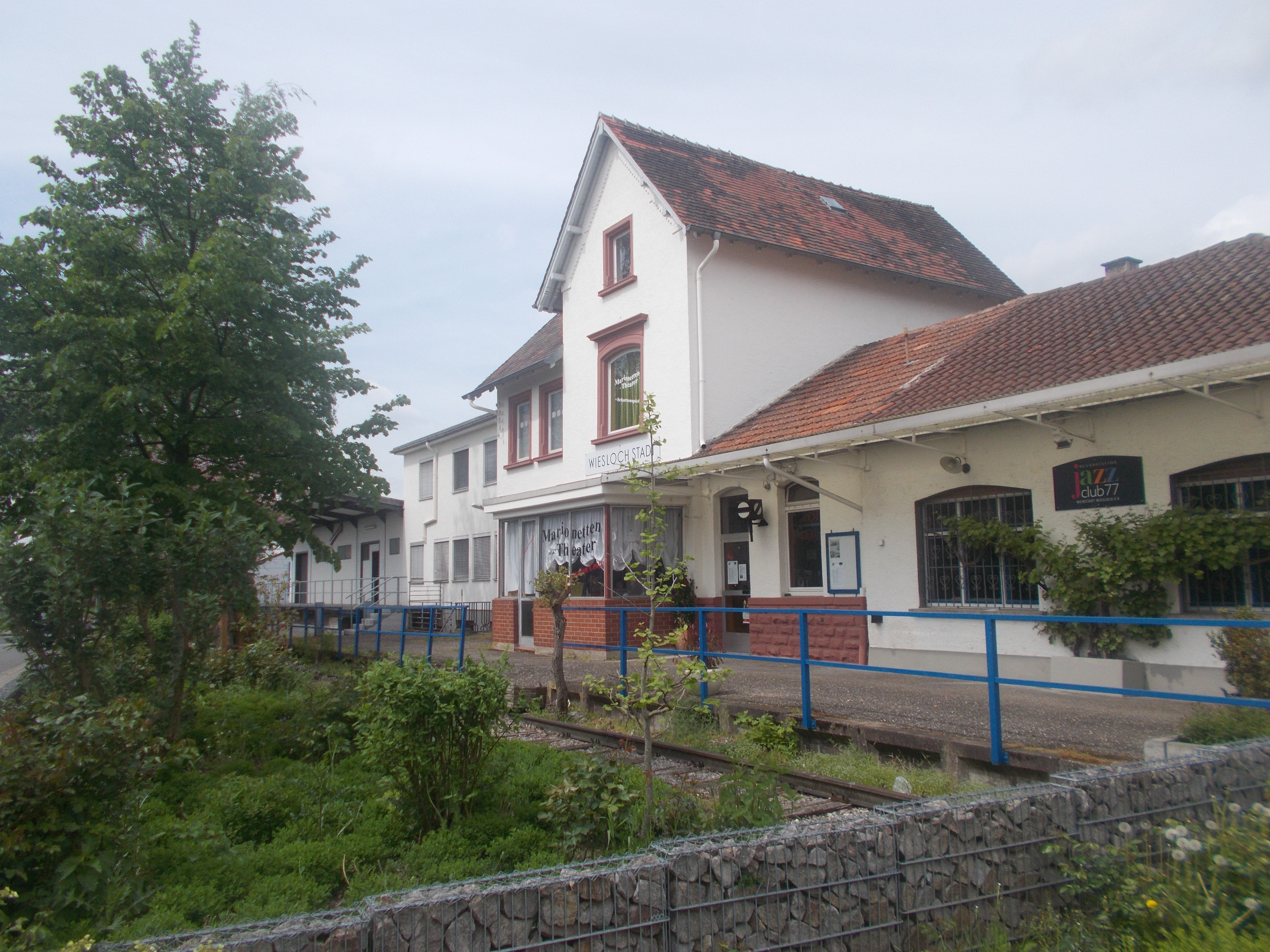
Umgenutztes Empfangsgebäude (2018)
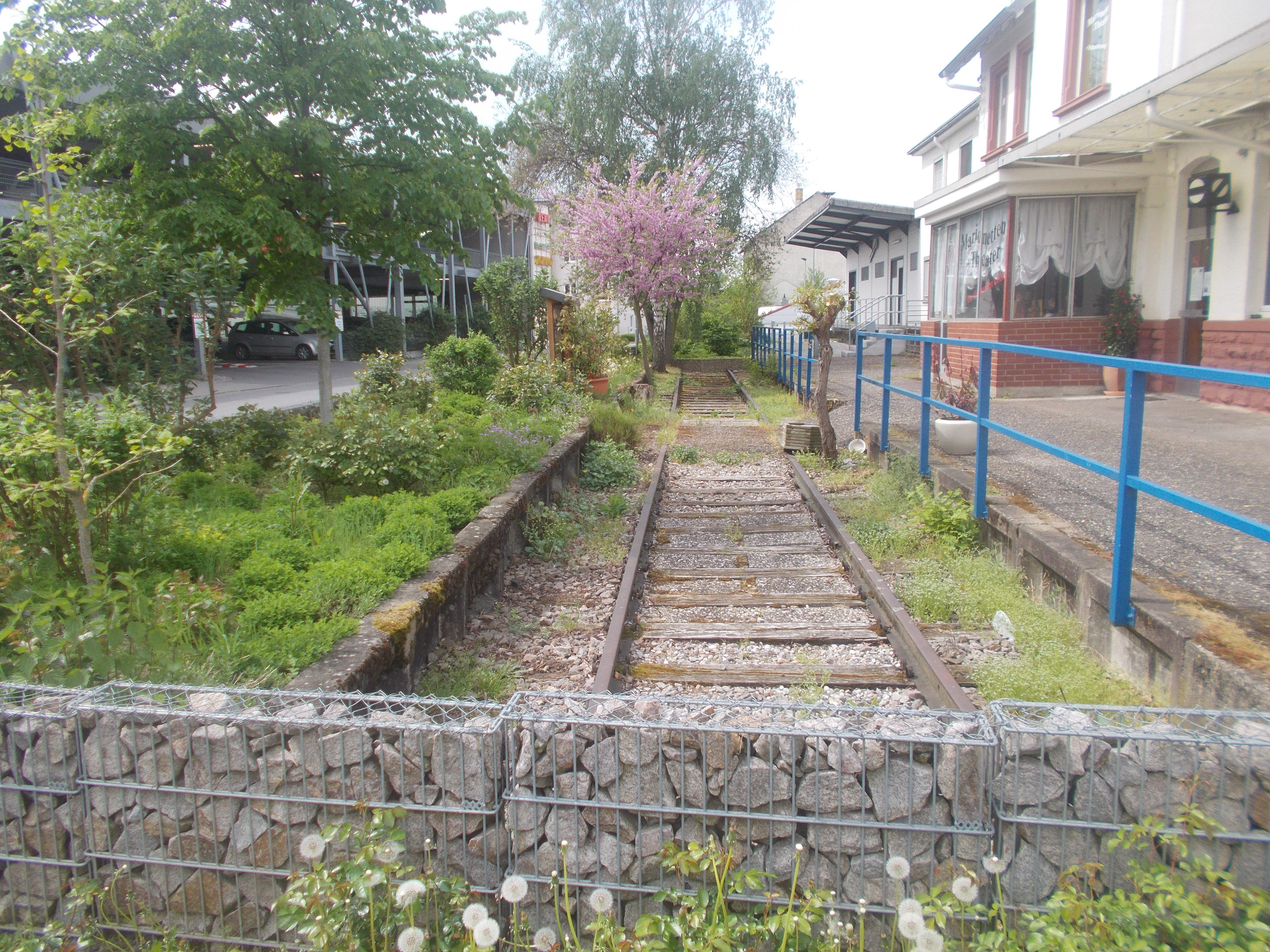
Gleisrest (2018)

## Infrastruktur
Der Bahnhof bildete den Betriebsmittelpunkt der Bahnstrecken Wiesloch–Meckesheim und Wiesloch Stadt–Waldangelloch und hatte mit drei Haupt- und drei Ladegleisen die umfangreichsten Gleisanlagen der beiden Bahnstrecken. An Hochbauten umfasste der Bahnhof ein Empfangsgebäude, gegenüber dessen einen zweiständigen Lokomotiv- und Triebwagenschuppen, westlich des Empfangsgebäudes ein Lagerhaus sowie ab 1958 am Ostkopf eine zweiständige Triebwagenhalle mit Werkstatt.